# Операция «Активное ограждение»
Операция «Активное ограждение» (англ. Operation Active Fence) — это продолжающаяся операция НАТО, направленная на защиту южного приграничного района Турции с Сирией. Эта операция осуществляется в контексте продолжающейся гражданской войны в Сирии.

## Предыстория и начальная операция
«Арабская весна» стала катализатором восстаний и протестов в Северной Африке и на Ближнем Востоке. Первые волнения начались в декабре 2010 года в Тунисе. Однако, когда «Арабская весна» достигла Сирии в марте 2011 года, она переросла в гражданскую войну. К декабрю 2011 года ситуация обострилась, и начались первые столкновения между сирийским правительством и повстанческими силами вдоль турецкой границы. С тех пор на границе с Сирией происходят затяжные конфликты.
К июню 2012 года ситуация накалилась, и Турция стала одной из первых стран, вовлечённых в конфликт. Один из её самолётов был сбит, и так как Турция состоит в НАТО, обратилось к статье 4. Конфликт продолжал усугубляться, и к октябрю того же года сирийские войска начали обстреливать турецкие города.
Турецкие официальные лица рассматривали возможность применения статьи 5 в связи с этими атаками. Однако они предпочли разрядить ситуацию, призвав к соблюдению статьи 4 Конвенции. Чтобы избежать возможного разрастания конфликта, Турция обратилась к НАТО за помощью в защите своего воздушного пространства от возможных ракетных атак из Сирии. Вскоре эта миссия расширилась и включила в себя защиту от возможных химических атак. Масштабы этой миссии соответствовали требованиям операции "Демонстрационное сдерживание" и были приняты. В результате союзники по НАТО развернули в Турции ракетные батареи Patriot.

## Вторжение России в Сирию и бомбардировка Суруча
В начале 2015 года голландские и немецкие войска должны были покинуть регион, уступив место итальянским и испанским подразделениям. Это было связано с тем, что операция, по всей видимости, завершалась. Однако, несмотря на предыдущие заявления министра иностранных дел России Сергея Лаврова, к концу 2015 года Россия начала оказывать поддержку сирийским войскам. Это произошло одновременно со взрывом бомбы в Суруче в том же году, который Турция связала с ИГИЛ как частью более масштабного конфликта между Турцией и ИГИЛ. В связи с этим Турция вновь обратилась к Статье 4. В ответ на это было проведено срочное совещание, и НАТО продлило операцию.
Как минимум до 2018 года ракеты Patriot использовались исключительно для защиты территории Турции от возможных ракетных атак со стороны Сирии. Они не применялись для обеспечения бесполетной зоны или для каких-либо наступательных операций. Было зафиксировано несколько запусков ракет с территории Сирии, однако на данный момент ни одна из них не была направлена на Турцию и не пересекала её воздушное пространство. Безопасность объектов противоракетной обороны НАТО обеспечивали десантники 173-й воздушно-десантной бригады.

## Авиаудары в Балюне
В 2019 году страны НАТО приняли решение сократить свои операции в регионе. Это было связано с тем, что итальянские батареи SAMP/T покинули зону конфликта, а Испания рассматривала возможность вывода батарей Patriot с города Инджирлик. Однако к 2020 году ситуация внезапно обострилась. В ходе наступления на северо-западе Сирии, уже после того, как российско-турецкое перемирие не было достигнуто, сирийские и, предположительно, российские авиаудары были нанесены по турецким войскам. Турецкое правительство ответило на это операцией «Весенний щит», что создало угрозу прямой войны между Турцией и Россией. Этот стремительный поворот событий стал причиной нового совещания в рамках статьи 4, а также дальнейшей поддержки НАТО и расширения операции. В результате была организована прямая встреча между Эрдоганом и Путиным. В провинции Идлиб была создана бесполетная зона, а российские и турецкие войска начали совместное патрулирование в рамках соглашения о содействии деэскалации ситуации.